# Nogometna Šola Mura
El Nogometna Šola Mura (en català Escola de Futbol de Mura), abreujadament NŠ Mura, és un club eslovè de futbol de la ciutat de Murska Sobota.
El club va ser fundat després de la desaparició la temporada 2012–13 després de la desaparició del club ND Mura 05. El nou club aprofità el futbol base de l'antic club per crear-ne la nova entitat sota el nom NŠ Mura.

## Referències

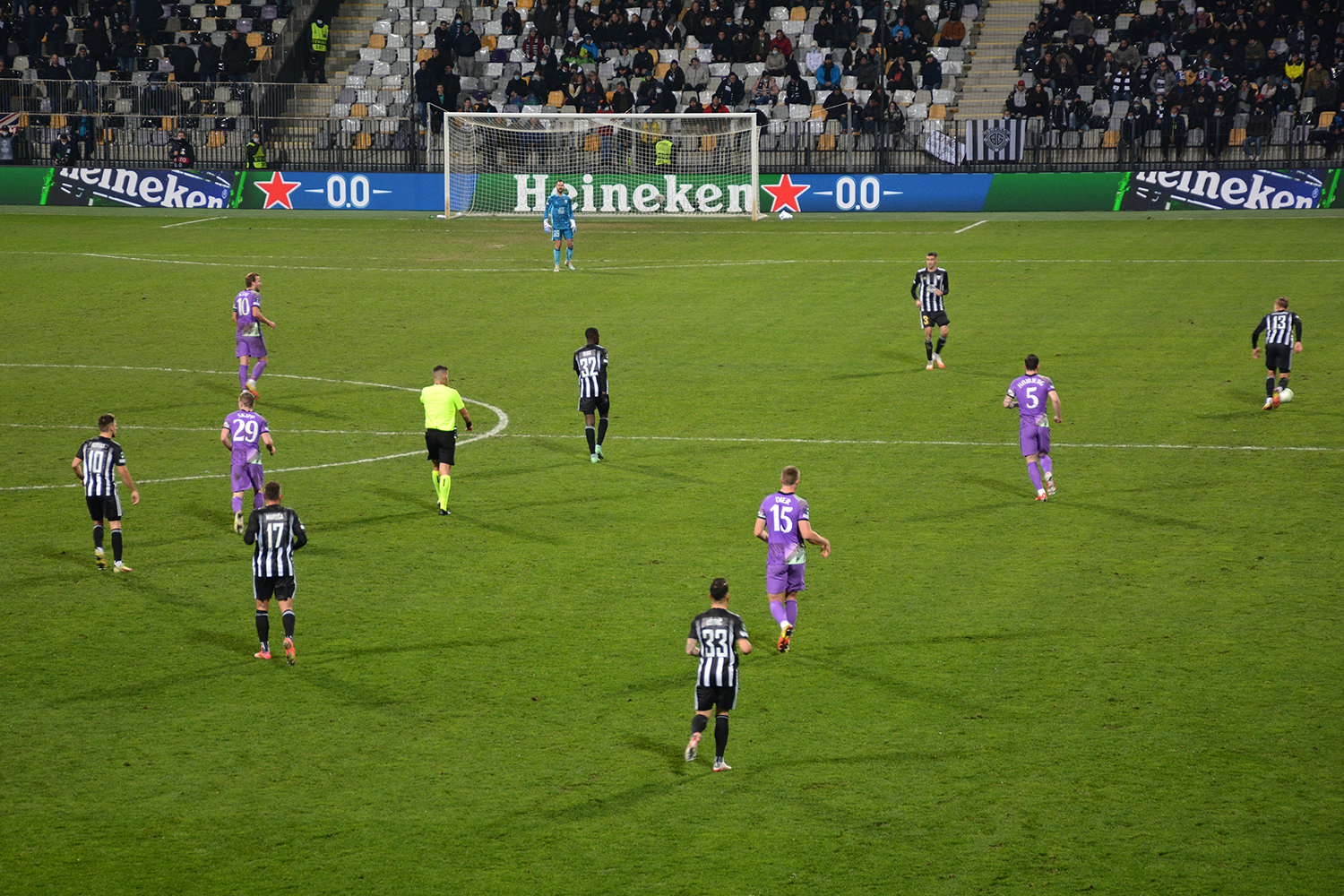
Partit entre el Mura i el Tottenham Hotspur el 2021.

## Palmarès
- Lliga eslovena de futbol
  - 2020–21
- Segona Divisió
  - 2017–18
- Copa eslovena de futbol
  - 2019–20
- Copa MNZ Murska Sobota
  - 2016–17, 2017–18